# 曲凤宏
曲凤宏（1960年10月—），山东蓬莱人，中华人民共和国政治人物，现任中国农工民主党中央委员会副主席，第十三届全国政协常委。